# Osul piramidal

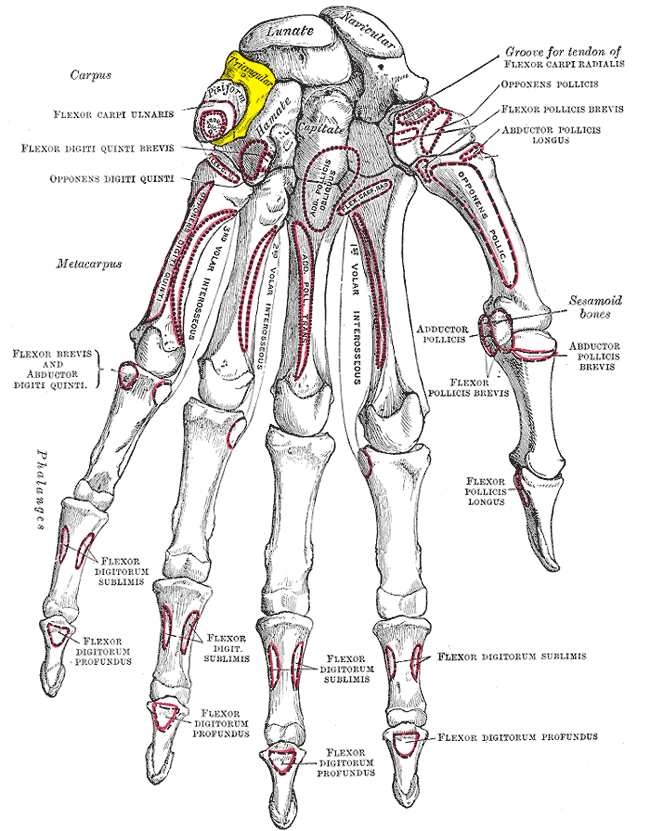
Piramidalul (în galben) văzut pe fața palmară (anterioară) a mâinii stângi

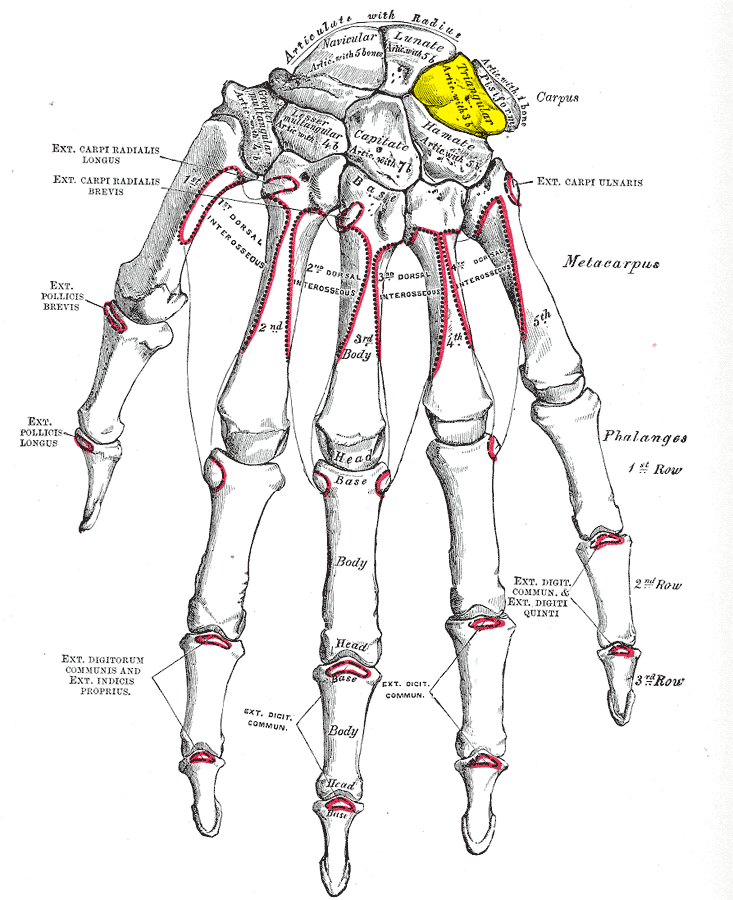
Piramidalul (în galben) văzut pe fața dorsală (posterioară) a mâinii stângi

Piramidalul sau osul piramidal (Os triquetrum, sau Os pyramidale, Os triangulare) este al treilea os (numărat dinafară înăuntru) al primului rând de oase carpiene ale mâinii. Este de fapt cel mai medial os al rândului proximal al oaselor carpiene, deoarece pisiformul este așezat anterior. Are forma unei piramide (de unde și numele), cu baza superior și vârful inferior și medial.
Fața superioară (proximală) a piramidalului este convexă și are o fațetă cu care se articulează cu capul ulnei (Caput ulnae) prin intermediul discului articular fibro-cartilaginos al articulației radioulnare distale (Articulatio radioulnaris distalis).
Fața inferioară (distală) a piramidalului este ușor concavă și se articulează cu osul cu cârlig (Os hamatum), printr-o fațetă articulară helicoidală
Partea laterală a piramidalului are o suprafață plană articulară cu care se articulează cu semilunarul (Os lunatum).
Fața anterioară (palmară) a osului are o fațetă articulară ovalară cu care se articulează cu pisiformul (Os pisiforme).
Posterior și medial piramidalul este rugos și nearticular.
Piramidalul se poate palpa pe partea dorsală, sub procesul stiloid al ulnei (Processus styloideus ulnae).